# Колашин
Колашин је град и сједиште истоимене општине у Црној Гори. Према попису из 2023. било је 2.437 становника.
Овде се налази железничка станица Колашин, манастир Морача из 13. века, црква Успења Богородица са вештим фрескама и ретким иконама из 17. века, цркве Светог Николе и Светог архиђакона Стефана, као и крајевни музеј Колашина. Сам град се налази на територији националног парка Бјеласица. На 9  од града налази се скијашки центар Колашинске долине.

## Историја
У јануару 1937. изгорела је главна улица мјеста, почетком новембра гимназија која је описивина као „најљепша зграда у вароши”. За низ паљевина је окривљена једна жена, мајка седморо дјеце.
У току Другог свјетског рата Колашин је пријелазио из руке у руку 24 пута.

## Етимологија
Сама реч највероватније има у корену реч коло, што је старословенски назив за точак или круг. Отуда се аутомобил назива кола. Такође, реч колаш је на овим просторима служила да означи играча у колу.

## Демографија
У насељу Колашин живи 2.197 пунолетних становника, а просечна старост становништва износи 34,8 година (33,7 код мушкараца и 35,9 код жена). У насељу има 897 домаћинстава, а просечан број чланова по домаћинству је 3,33.
Становништво у овом насељу веома је хетерогено, а у последња три пописа, примећен је пораст у броју становника.
|  |

| Демографија | Демографија | Демографија |
| Година      | Становника  | Становника  |
| ----------- | ----------- | ----------- |
|             |             |             |
|             |             |             |
|             |             |             |
|             |             |             |
| 1948.       | 1.441       |             |
| 1953.       | 1.644       |             |
| 1961.       | 1.870       |             |
| 1971.       | 2.421       |             |
| 1981.       | 2.699       |             |
| 1991.       | 2.817       | 2.807       |
| 2003.       | 3.003       | 2.989       |
| 2011.       |             | 2.725       |
|             |             |             |

| Етнички састав према попису из 2003.‍ | Етнички састав према попису из 2003.‍ | Етнички састав према попису из 2003.‍ | Етнички састав према попису из 2003.‍ | Етнички састав према попису из 2003.‍ |
| ------------------------------------ | ------------------------------------ | ------------------------------------ | ------------------------------------ | ------------------------------------ |
|                                      |                                      |                                      |                                      |                                      |
| Црногорци                            | Црногорци                            |                                      | 1.798                                | 60,15%                               |
| Срби                                 | Срби                                 |                                      | 998                                  | 33,38%                               |
| Муслимани                            | Муслимани                            |                                      | 30                                   | 1,00%                                |
| Југословени                          | Југословени                          |                                      | 14                                   | 0,46%                                |
| Хрвати                               | Хрвати                               |                                      | 5                                    | 0,16%                                |
| Словенци                             | Словенци                             |                                      | 1                                    | 0,03%                                |
| Руси                                 | Руси                                 |                                      | 1                                    | 0,03%                                |
| Македонци                            | Македонци                            |                                      | 1                                    | 0,03%                                |
| Италијани                            | Италијани                            |                                      | 1                                    | 0,03%                                |
| непознато                            | непознато                            |                                      | 10                                   | 0,33%                                |

| \| \| м \| \| \| ж \| \| ? \| 2 \| \| \| 4 \| \| 80+ \| 9 \| \| \| 21 \| \| 75—79 \| 20 \| \| \| 43 \| \| 70—74 \| 36 \| \| \| 61 \| \| 65—69 \| 58 \| \| \| 57 \| \| 60—64 \| 59 \| \| \| 72 \| \| 55—59 \| 48 \| \| \| 58 \| \| 50—54 \| 88 \| \| \| 81 \| \| 45—49 \| 100 \| \| \| 126 \| \| 40—44 \| 140 \| \| \| 131 \| \| 35—39 \| 128 \| \| \| 125 \| \| 30—34 \| 108 \| \| \| 95 \| \| 25—29 \| 87 \| \| \| 99 \| \| 20—24 \| 110 \| \| \| 131 \| \| 15—19 \| 164 \| \| \| 114 \| \| 10—14 \| 116 \| \| \| 112 \| \| 5—9 \| 103 \| \| \| 110 \| \| 0—4 \| 81 \| \| \| 92 \| \| Просек : \| 95 \| \| \| 15 \| |     |  |  |     |
| |     |  |  |     |
| | м   |  |  | ж   |
| ? | 2   |  |  | 4   |
| 80+ | 9   |  |  | 21  |
| 75—79 | 20  |  |  | 43  |
| 70—74 | 36  |  |  | 61  |
| 65—69 | 58  |  |  | 57  |
| 60—64 | 59  |  |  | 72  |
| 55—59 | 48  |  |  | 58  |
| 50—54 | 88  |  |  | 81  |
| 45—49 | 100 |  |  | 126 |
| 40—44 | 140 |  |  | 131 |
| 35—39 | 128 |  |  | 125 |
| 30—34 | 108 |  |  | 95  |
| 25—29 | 87  |  |  | 99  |
| 20—24 | 110 |  |  | 131 |
| 15—19 | 164 |  |  | 114 |
| 10—14 | 116 |  |  | 112 |
| 5—9 | 103 |  |  | 110 |
| 0—4 | 81  |  |  | 92  |
| Просек : | 95  |  |  | 15  |

| Број домаћинстава према пописима из периода 1948—2003. | Број домаћинстава према пописима из периода 1948—2003. | Број домаћинстава према пописима из периода 1948—2003. | Број домаћинстава према пописима из периода 1948—2003. | Број домаћинстава према пописима из периода 1948—2003. | Број домаћинстава према пописима из периода 1948—2003. | Број домаћинстава према пописима из периода 1948—2003. | Број домаћинстава према пописима из периода 1948—2003. |
| Година пописа                                          | 1948.                                                  | 1953.                                                  | 1961.                                                  | 1971.                                                  | 1981.                                                  | 1991.                                                  | 2003.                                                  |
| ------------------------------------------------------ | ------------------------------------------------------ | ------------------------------------------------------ | ------------------------------------------------------ | ------------------------------------------------------ | ------------------------------------------------------ | ------------------------------------------------------ | ------------------------------------------------------ |
| Број домаћинстава                                      | 448                                                    | 471                                                    | 538                                                    | 687                                                    | 768                                                    | 842                                                    | 899                                                    |

| Број домаћинстава по броју чланова према попису из 2003. | Број домаћинстава по броју чланова према попису из 2003. | Број домаћинстава по броју чланова према попису из 2003. | Број домаћинстава по броју чланова према попису из 2003. | Број домаћинстава по броју чланова према попису из 2003. | Број домаћинстава по броју чланова према попису из 2003. | Број домаћинстава по броју чланова према попису из 2003. | Број домаћинстава по броју чланова према попису из 2003. | Број домаћинстава по броју чланова према попису из 2003. | Број домаћинстава по броју чланова према попису из 2003. | Број домаћинстава по броју чланова према попису из 2003. | Број домаћинстава по броју чланова према попису из 2003. |
| Број чланова                                             | 1                                                        | 2                                                        | 3                                                        | 4                                                        | 5                                                        | 6                                                        | 7                                                        | 8                                                        | 9                                                        | 10 и више                                                | Просек                                                   |
| -------------------------------------------------------- | -------------------------------------------------------- | -------------------------------------------------------- | -------------------------------------------------------- | -------------------------------------------------------- | -------------------------------------------------------- | -------------------------------------------------------- | -------------------------------------------------------- | -------------------------------------------------------- | -------------------------------------------------------- | -------------------------------------------------------- | -------------------------------------------------------- |
| Број домаћинстава                                        | 897                                                      | 140                                                      | 156                                                      | 158                                                      | 241                                                      | 134                                                      | 51                                                       | 15                                                       | 0                                                        | 2                                                        | 0                                                        |

| Пол    | Укупно | Неожењен/Неудата | Ожењен/Удата | Удовац/Удовица | Разведен/Разведена | Непознато |
| ------ | ------ | ---------------- | ------------ | -------------- | ------------------ | --------- |
| Мушки  | 1.157  | 462              | 651          | 21             | 20                 | 3         |
| Женски | 1.218  | 343              | 657          | 156            | 57                 | 5         |
| УКУПНО | 2.375  | 805              | 1.308        | 177            | 77                 | 8         |

| Пол    | Укупно                    | Пољопривреда, лов и шумарство | Рибарство                            | Вађење руде и камена | Прерађивачка индустрија       |
| ------ | ------------------------- | ----------------------------- | ------------------------------------ | -------------------- | ----------------------------- |
| Мушки  | 528                       | 30                            | 1                                    | 0                    | 77                            |
| Женски | 377                       | 8                             | 0                                    | 0                    | 40                            |
| Укупно | 905                       | 38                            | 1                                    | 0                    | 117                           |
|        |                           |                               |                                      |                      |                               |
| Пол    | Производња и снабдевање   | Грађевинарство                | Трговина                             | Хотели и ресторани   | Саобраћај, складиштење и везе |
| Мушки  | 18                        | 9                             | 35                                   | 52                   | 51                            |
| Женски | 6                         | 1                             | 43                                   | 64                   | 14                            |
| Укупно | 24                        | 10                            | 78                                   | 116                  | 65                            |
|        |                           |                               |                                      |                      |                               |
| Пол    | Финансијско посредовање   | Некретнине                    | Државна управа и одбрана             | Образовање           | Здравствени и социјални рад   |
| Мушки  | 4                         | 7                             | 140                                  | 28                   | 22                            |
| Женски | 7                         | 6                             | 60                                   | 58                   | 33                            |
| Укупно | 11                        | 13                            | 200                                  | 86                   | 55                            |
|        |                           |                               |                                      |                      |                               |
| Пол    | Остале услужне активности | Приватна домаћинства          | Екстериторијалне организације и тела | Непознато            | Непознато                     |
| Мушки  | 45                        | 0                             | 0                                    | 9                    | 9                             |
| Женски | 34                        | 0                             | 0                                    | 3                    | 3                             |
| Укупно | 79                        | 0                             | 0                                    | 12                   | 12                            |

## Познате личности
- Старац Рашко, Вуков певач (Зидање Скадра, Урош и Мрњавчевићи, Зидање Раванице и Маргита дјевојка и Рајко војвода)
- Старац Милија, Вуков певач (Бановић Страхиња)
- Патријарх српски Гаврило (Дожић), патријарх српски (1938–1950), митрополит црногорско-приморски (1920–1938) и митрополит рашко-призренски (1911)
- Мило Дожић, председник скупштине Краљевине Црне Горе (1910, 1914–1916) и вишеструки министар
- Милинко Влаховић, потпуковник Југ. војске, капетан црногорске војске, четнички војвода
- Милован Јакшић, голман реп. Југославије, полуфиналиста на Светском првенству 1930.
- Секула Дрљевић, црногорски фашиста, вишеструки министар
- Петко Милетић, револуционар, страдао у Стаљиновим чисткама
- Мило Ракочевић, ваздухопловни капетан Југословенске војске, четнички војвода
- Народни хероји: (Урош Булатовић, Вељко Влаховић, Спасоје Драговић, Саво Дрљевић, Бошко Јанковић, Вукман Крушчић, Милутин Лакићевић, Јелица Машковић, Саво Машковић, Јанко Ћировић)
- Батрић Јовановић, амбасадор СФРЈ у УНЕСКО-у (1973–1977)
- Секула Меденица, српски уметнички фотограф
- Новица Ракочевић, српски историчар
- Јозо Лепетић, босанскохерцеговачки глумац
- Миња Војводић, српски глумац и каскадер
- Марко Ницовић, српски адвокат, каратиста и начелник полиције града Београда
- Драган Лакићевић, српски песник и књижевник
- Бећир Вуковић, српски песник и књижевник
- Новица Ђурић, српски песник, писац и новинар
- Миљан Радовић, председник ЦК Савеза Комуниста Црне Горе (1986–1989)
- Слободан Томовић, редовни професор УЦГ, министар Вјера у Влади Црне Горе (1993–2000)
- Даница Драшковић, српска политичарка
- Амфилохије Радовић, митрополит црногорско-приморски (1990–2020), епископ банатски (1985–1990)
- Павле Булатовић, вишеструки министар СРЈ и Црне Горе
- Милован Бојић, српски лекар, директор ИКВБ Дедиње, потпредседник Владе Србије (1998–2000) и министар здравља (2000)
- Предраг Булатовић, политичар, председник СНП Црне Горе (2001–2006)
- Драган Кујовић, в.д. председник Црне Горе (2003) и министар
- Владо Шћепановић, црногорски кошаркаш
- Славко Лабовић, данско-српски глумац, председник Удружења Срба у Данској
- Јоил Булатовић, православни архимандрит и игуман Манастир Речине
- Мијат Реџић, племенски капетан, објешен од стране Аустроугарског окупатора,на Видовдан 1916.
- Војвода Мина Радовић, морачки јунак
- Сердар Петар Булатовић-Реџа Даничин, ровачки јунак

## Партнерски градови
Колашин је побратимљен са сљедећим градовима:
- Пријепоље, Србија
- Ловеч, Бугарска
- Мидтре Геулдал, Норвешка
- Славјаносербск, Украјина

## Галерија
- Градска црква
- Старе куће на главној улици
- Савремена зграда скупштине општине
- Типична стара градска кућа
- Савремена зграда туристичког уреда града
- највећи хотел у граду - „Бјанка“
- Природа на оближњем брду